# ФК ППГ Рујевац
НК ППГ Рујевац је фудбалски клуб из насеља Рујевац, недалеко од Двора на Уни. Тренутно се такмичи у Трећој лиги Сисачко-мославачке жупаније.

## Историја
Клуб је основан 1977. године и постојао је све до пада западног дела Републике Српске Крајине 1995. године и протеривања Срба из тих крајева. Повратком избеглих Срба, 2004. године клуб поново бива оформљен под именом НК Рујевац. Од сезоне 2008/09. клуб поново носи старо име  ППГ (Прва Партизанска Гимназија).